# Хофман, Леопольд
Леопольд Хофман (нем. Leopold Hofmann; 14 августа 1738, Вена — 17 марта 1793, Вена) — австрийский композитор и дирижёр.

## Биография
Леопольд Хофман с семилетнего возраста пел в хоре Придворной капеллы, затем учился клавиру и композиции у Георга Кристофа Вагензейля. Служил хормейстером и капельмейстером в венских соборах Святого Михаила и Святого Петра, с 1763 года был органистом Придворной капеллы, с 30 декабря 1769 года исполнял обязанности придворного учителя музыки с жалованием в 30 флоринов. 
В 1772 г. занял главный пост в своей жизни — музыкального руководителя Кафедрального собора Святого Стефана, на котором оставался до конца жизни. Незадолго до своей смерти место помощника уже больного Хофмана получил Вольфганг Амадей Моцарт, рассчитывавший в дальнейшем сменить Хофмана, однако умер прежде своего руководителя; преемником сперва Моцарта, а затем и Хофмана стал Иоганн Альбрехтсбергер.

## Творчество
Композиторское наследие Хофмана включает около 45 симфоний, около 60 концертов для клавесина, флейты, гобоя, скрипки, виолончели с оркестром, церковную музыку, а также камерную: квартеты, трио, клавирные сонаты. Наиболее известный концерт Хофмана для флейты с оркестром долгое время ошибочно приписывался Йозефу Гайдну. Многие оркестровые сочинения Хофмана в недавнее время были записаны.